# ابن الطثرية
يزيد بن سلمة بن سمرة، أبو الكشوح، ابن الطثرية، شاعر أموي من بني قشير بن كعب، كان شاعرًا وأديبًا وعُرِفَ بحسن خلقه وحلاوة منطقه وحديثه، وكان ذو مال وشجاعة، وله منزلة كبيرة لدى قومه. وقتل يوم الفلج في موقعة لبني حنيفة من نواحي اليمامة في عام (126 هـ، 744م). جمع علي بن عبد الله الطوسي ماتفرق له من قصائده في ديوان.